# Om Sara
Om Sara è un film del 2005 diretto da Othman Karim.

## Riconoscimenti
- 2006 - Festival cinematografico internazionale di Mosca
  - Giorgio d'Oro